# Grignolino d’Asti
Grignolino d’Asti ist ein italienischer Rotwein aus der Provinz Asti, Piemont. Der Wein besitzt seit 1973 eine „kontrollierte Herkunftsbezeichnung“ (Denominazione di origine controllata – DOC), die zuletzt am 7. März 2014 aktualisiert wurde.

## Anbau
Zugelassene Rebflächen befinden sich in den 118 Gemeinden Agliano Terme, Albugnano, Antignano, Aramengo, Asti, Azzano d’Asti, Baldichieri d’Asti, Belveglio, Berzano di San Pietro, Bruno, Bubbio, Buttigliera d’Asti, Calamandrana, Calliano, Calosso, Camerano Casasco, Canelli, Cantarana, Capriglio, Casorzo, Cassinasco, Castagnole Monferrato, Castagnole delle Lanze, Castel Boglione, Castel Rocchero, Castell’Alfero, Castellero, Castelletto Molina, Castello di Annone, Castelnuovo Belbo, Castelnuovo Calcea, Castelnuovo Don Bosco, Cellarengo, Celle Enomondo, Cerreto d’Asti, Cerro Tanaro, Cessole, Chiusano d’Asti, Cinaglio, Cisterna d’Asti, Coazzolo, Cocconato, Corsione, Cortandone, Cortanze, Cortazzone, Cortiglione, Cossombrato, Costigliole d’Asti, Cunico, Dusino San Michele, Ferrere, Fontanile, Frinco, Grana, Grazzano Badoglio, Incisa Scapaccino, Isola d’Asti, Loazzolo, Maranzana, Maretto, Moasca, Mombaldone, Mombaruzzo, Mombercelli, Monale, Monastero Bormida, Moncalvo, Moncucco Torinese, Mongardino, Montabone, Montafia, Montaldo Scarampi, Montechiaro d’Asti, Montegrosso d’Asti, Montemagno, Montiglio Monferrato, Moransengo, Nizza Monferrato, Olmo Gentile, Passerano Marmorito, Penango, Piea, Pino d’Asti, Piovà Massaia, Portacomaro, Quaranti, Refrancore, Revigliasco d’Asti, Roatto, Robella, Rocca d’Arazzo, Roccaverano, Rocchetta Palafea, Rocchetta Tanaro, San Damiano d’Asti, San Giorgio Scarampi, San Martino Alfieri, San Marzano Oliveto, San Paolo Solbrito, Scurzolengo, Serole, Sessame, Settime, Soglio, Tigliole, Tonco, Tonengo, Vaglio Serra, Valfenera, Vesime, Viale, Viarigi, Vigliano d’Asti, Villa San Secondo, Villafranca d’Asti, Villanova d’Asti und Vinchio. Die Definition ist damit deckungsgleich mit der DOC Freisa d’Asti.
Im Jahr 2017 wurden von 241 Hektar 12.530 Hektoliter DOC-Wein produziert.

## Erzeugung
Der Rotwein wird aus Grignolino (90–100 %) und Freisa (0–10 %) hergestellt.

## Beschreibung
Laut Denomination (Auszug):
- Farbe: rubinrot, mehr oder weniger intensiv, im Alter mit einer Tendenz zu orangerot
- Geruch: unverwechselbar und zart
- Geschmack: trocken, leicht tanninhaltig, angenehm bitter und mit anhaltendem Nachgeschmack
- Alkoholgehalt: mindestens 11 Vol.-%
- Gesamtsäuregehalt: mind. 5 g/l
- Trockenextraktgehalt: mind. 18 g/l

siehe auch Grignolino del Monferrato Casalese.